# Netball nos Jogos da Commonwealth de 2006

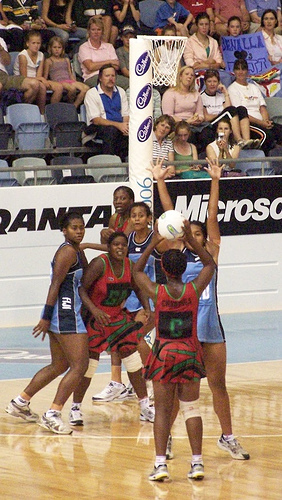
Partida entre Malaui e Fiji pelo grupo A.

O netball nos Jogos da Commonwealth de 2006 foi realizado em Melbourne, na Austrália, entre 17 e 26 de março. Doze equipes participaram do torneio do esporte que é exclusivamente feminino. As preliminares foram no State Netball Hockey Centre e as semifinais e final na Arena Multiuso.

## Medalhistas
| Evento   | Ouro | Prata | Bronze |
| Feminino | Adine Wilson (c) Temepara George Belinda Colling Vilimaina Davu Leana de Bruin Laura Langman Anna Rowberry Anna Scarlett Jessica Tuki Maria Tutaia Irene van Dyk Casey Williams NZL Nova Zelândia | Sharelle McMahon (c) Natalie Avellino Alison Broadbent Bianca Chatfield Catherine Cox Megan Dehn Susan Fuhrmann Selina Gilsenan Janine Ilitch Susan Pratley Jess Shynn Natalie von Bertouch AUS Austrália | Olivia Murphy (c) Emma Agbeze Karen Atkinson Louisa Brownfield Jade Clarke Pamela Cookey Rachel Dunn Chioma Ezeogu Geva Mentor Sonia Mkoloma Naomi Stenhouse Abby Teare ENG Inglaterra |

## Resultados

### Primeira fase
|  | Equipes classificadas às semifinais           |
|  | Equipes classificadas aos jogos de consolação |

| Equipe                   | J | V | E | D |
| ------------------------ | - | - | - | - |
| Nova Zelândia            | 5 | 5 | 0 | 0 |
| Inglaterra               | 5 | 4 | 0 | 1 |
| Malawi                   | 5 | 3 | 0 | 2 |
| África do Sul            | 5 | 2 | 0 | 3 |
| Fiji                     | 5 | 1 | 0 | 4 |
| São Vicente e Granadinas | 5 | 0 | 0 | 5 |

| Horário     | Jogo             | Jogo  | Jogo             |
| ----------- | ---------------- | ----- | ---------------- |
| 17 de março |                  |       |                  |
| 15:00       | S. Vicente e Gr. | 31–98 | Nova Zelândia    |
| 18:30       | Inglaterra       | 63–47 | Malawi           |
| 18 de março |                  |       |                  |
| 13:00       | Inglaterra       | 60–41 | Fiji             |
| 20:30       | Malawi           | 57–56 | África do Sul    |
| 19 de março |                  |       |                  |
| 15:00       | África do Sul    | 80–34 | S. Vicente e Gr. |
| 18:30       | Nova Zelândia    | 80–26 | Fiji             |
| 20 de março |                  |       |                  |
| 13:00       | Fiji             | 52–53 | Malawi           |
| 18:30       | Inglaterra       | 78–18 | S. Vicente e Gr. |
| 21 de março |                  |       |                  |
| 13:00       | S. Vicente e Gr. | 44–66 | Malawi           |
| 18:30       | Nova Zelândia    | 74–37 | África do Sul    |
| 22 de março |                  |       |                  |
| 15:00       | África do Sul    | 56–51 | Fiji             |
| 20:30       | Nova Zelândia    | 55–40 | Inglaterra       |
| 23 de março |                  |       |                  |
| 11:00       | Fiji             | 58–44 | S. Vicente e Gr. |
| 16:00       | Malawi           | 39–67 | Nova Zelândia    |
| 19:00       | África do Sul    | 35–67 | Inglaterra       |

| Equipe        | J | V | E | D |
| ------------- | - | - | - | - |
| Austrália     | 5 | 4 | 1 | 0 |
| Jamaica       | 5 | 4 | 1 | 0 |
| Samoa         | 5 | 3 | 0 | 2 |
| Barbados      | 5 | 2 | 0 | 3 |
| País de Gales | 5 | 2 | 0 | 3 |
| Singapura     | 5 | 0 | 0 | 5 |

| Horário     | Jogo          | Jogo   | Jogo          |
| ----------- | ------------- | ------ | ------------- |
| 17 de março |               |        |               |
| 13:00       | Jamaica       | 67–22  | Singapura     |
| 20:30       | País de Gales | 22–78  | Austrália     |
| 18 de março |               |        |               |
| 15:00       | Singapura     | 33–76  | Samoa         |
| 18:30       | Jamaica       | 69–30  | Barbados      |
| 19 de março |               |        |               |
| 13:00       | Austrália     | 70–27  | Barbados      |
| 20:30       | Samoa         | 49–42  | País de Gales |
| 20 de março |               |        |               |
| 15:00       | Jamaica       | 74–21  | País de Gales |
| 20:30       | Barbados      | 51–40  | Singapura     |
| 21 de março |               |        |               |
| 15:00       | Austrália     | 78–47  | Samoa         |
| 20:30       | País de Gales | 45–36  | Singapura     |
| 22 de março |               |        |               |
| 13:00       | Samoa         | 45–41  | Barbados      |
| 18:30       | Austrália     | 54–54  | Jamaica       |
| 23 de março |               |        |               |
| 09:00       | Barbados      | 34–55  | País de Gales |
| 14:00       | Singapura     | 19–107 | Austrália     |
| 21:00       | Samoa         | 47–60  | Jamaica       |

### Finais
| Horário                              | Jogo          | Jogo  | Jogo             |
| ------------------------------------ | ------------- | ----- | ---------------- |
| Disputa pelo 11º lugar - 24 de março |               |       |                  |
| 13:00                                | Singapura     | 46–52 | S. Vicente e Gr. |
| Disputa pelo 9º lugar - 24 de março  |               |       |                  |
| 18:30                                | Fiji          | 69–45 | Barbados         |
| Disputa pelo 7º lugar - 24 de março  |               |       |                  |
| 15:00                                | África do Sul | 46–43 | País de Gales    |
| Disputa pelo 5º lugar - 24 de março  |               |       |                  |
| 20:30                                | Samoa         | 53–50 | Malawi           |

| Horário                           | Jogo          | Jogo  | Jogo       |
| --------------------------------- | ------------- | ----- | ---------- |
| Semifinais - 25 de março          |               |       |            |
| 18:30                             | Nova Zelândia | 61–41 | Jamaica    |
| 20:30                             | Austrália     | 52–40 | Inglaterra |
| Disputa pelo bronze - 26 de março |               |       |            |
| 14:00                             | Jamaica       | 52–53 | Inglaterra |
| Final - 26 de março               |               |       |            |
| 16:00                             | Nova Zelândia | 60–55 | Austrália  |

## Classificação final
| Pos. | Equipe                       |
| ---- | ---------------------------- |
|      | NZL Nova Zelândia            |
|      | AUS Austrália                |
|      | ENG Inglaterra               |
| 4    | JAM Jamaica                  |
| 5    | SAM Samoa                    |
| 6    | MAW Malaui                   |
| 7    | RSA África do Sul            |
| 8    | WAL País de Gales            |
| 9    | FIJ Fiji                     |
| 10   | BAR Barbados                 |
| 11   | SVG São Vicente e Granadinas |
| 12   | SIN Singapura                |

## Quadro de medalhas
Três delegações conquistaram medalhas:
| Ordem | País          | Medalha de ouro | Medalha de prata | Medalha de bronze | Total |
| ----- | ------------- | --------------- | ---------------- | ----------------- | ----- |
| 1     | Nova Zelândia | 1               |                  |                   | 1     |
| 2     | Austrália     |                 | 1                |                   | 1     |
| 3     | Inglaterra    |                 |                  | 1                 | 1     |
| TOTAL | TOTAL         | 1               | 1                | 1                 | 3     |